# Caio Papírio Carbão
Caio Papírio Carbão (m. 119 a.C.; em latim: Caius Papirius Carbo) foi um político da gente Papíria da República Romana eleito cônsul em 120 a.C. com Públio Manílio. Seu irmão, Cneu Papírio Carbão foi eleito cônsul em 113 a.C.. Teve um filho, Caio Papírio Carbão, que foi tribuno da plebe.

## Tribuno da plebe
Foi eleito tribuno da plebe em 131 a.C. e impôs várias leis durante seu mandato: uma que permitia que os tribunos fosse reeleitos indefinidamente, que recebeu forte oposição de Cipião Emiliano, e uma Lex Tabellaria, que criava a votação secreta para a aprovação ou reprovação das leis durante a Assembleia das centúrias.
Em 129 a.C., ainda como tribuno, Carbão foi nomeado um dos três triúnviros agrorum dividendorum indicados para levar adiante a reforma agrária iniciada por Tibério Graco juntamente com Marco Fúlvio Flaco e Caio Graco, responsáveis por aplicar a divisão das terras públicas entre os plebeus. A dificuldade de repartir as terras segundo a Lei Agrária provocou inúmeros conflitos. Carbão chegou a ser acusado da morte repentina de um dos grandes inimigos dos Gracos, Cipião Emiliano, no mesmo ano.
Depois de deixar o tribunato, Carbão seguiu atuando no apoio dos Gracos até a morte de Caio Graco e Fúlvio Flaco em 121 a.C., pelas mãos do cônsul Lúcio Opímio, que conseguiu também matar diversos aliados e amigos dos Gracos.

## Consulado
No final de seu consulado, Opímio foi acusado de assassinar cidadãos romanos sem julgamento prévio pelo tribuno Quinto Décio, mas foi absolvido. Carbão foi eleito cônsul para o ano seguinte (120 a.C) com Públio Manílio e passou a defender Lúcio Opímio, bandeando-se para a facção aristocrata (os optimates) e qualificando o assassinato de Caio Graco como uma "morte justa".

## Desgraça
Apesar de seus últimos atos, os optimates não confiavam em Carbão, especialmente pelos boatos que o implicavam na morte de Cipião Emiliano e esperaram o momento certo para eliminá-lo. Assim, em 119 a.C., o próprio Carbão se viu acusado de assassinato por um jovem orador aristocrata, Lúcio Licínio Crasso e, ao perceber que não receberia apoio nem dos optimates e nem de seus antigos aliados populares, se viu forçado ao suicídio. Segundo Valério Máximo, ele teria sido exilado.
Carbão era muito habilidoso e seus dotes oratórios foram mencionados com grandes elogios por Cícero